# 14 Eskadra Lotnicza Dowództwa Wojsk Lotniczych i Obrony Przeciwlotniczej Obszaru Kraju
14 Eskadra Lotnicza Dowództwa Wojsk Lotniczych i Obrony Przeciwlotniczej Obszaru Kraju (14 el DWLiOPL OK) – pododdział Wojsk Lotniczych.

## Formowanie i zmiany organizacyjne
Na lotnisku Babice w Warszawie sformowano 14 Eskadrę Lotniczą Dowództwa Wojsk Lotniczych i Obrony Przeciwlotniczej Obszaru Kraju.
W 1958 roku eskadra została rozwiązana.

## Żołnierze eskadry
- dowódca eskadry - kpt. pil. Stanisław Staderski[1]